# Angela Coughlan
Pour les articles homonymes, voir Coughlan.
Angela Coughlan, née le 4 octobre 1952 à London (Ontario) et morte le 14 juin 2009 à Ottawa d'un myélome multiple, est une nageuse canadienne.

## Biographie
Aux Jeux olympiques d'été de 1968 à Mexico, Angela Coughlan remporte la médaille de bronze à l'issue de la finale du relais 4x100 mètres nage libre aux côtés de Marilyn Corson, Marion Lay et Elaine Tanner.